# Flammpanzer II
Flammpanzer II (Sd.Kfz.122; PzKpfw II (F), Flamingo) – niemiecki samobieżny miotacz ognia na podwoziu czołgu PzKpfw II.
Na początku 1939 roku Waffenamt postanowił zamówić 90 samobieżnych miotaczy ognia opartych na podwoziu czołgu lekkiego. 21 stycznia 1939 roku zamówiono 90 wozów opartych na podwoziach czołgu PzKpfw II Ausf. D.
Flammpanzer II został wyposażony w dwa miotacze ognia umieszczone w niewielkich sterowanych z wnętrza czołgu wieżyczkach na błotnikach, paliwo do miotaczy zostało umieszczone wewnątrz błotników. Uzbrojeniem dodatkowym był pojedynczy karabin maszynowy MG 34 (z zapasem amunicji 1800 naboi) umieszczony w obrotowej wieży.
Produkcja prototypowej serii (seria 0) została zakończona w kwietniu 1940 roku. Następnie zamówiono jeszcze trzy serie po 50 tych pojazdów (na podwoziach czołgów PzKpfw II Ausf. D i Ausf. E). Ostatecznie zbudowano 155 Flammpanzerów II wszystkich serii.
Zbudowane miotacze ognia skierowano do batalionów samobieżnych miotaczy ognia (Flammpanzer Abteilung). Wzięły one udział w ataku na ZSRR (plan Barbarossa). Walki wykazały, że samobieżne miotacze ognia są skutecznym środkiem walki w mieście, ale słabe opancerzenie Flammpanzerów II powodowało, że były one łatwo niszczone przez ogień przeciwnika. Ostatecznie ocalałe Flammpanzery II wycofano z uzbrojenia w 1942 roku, a ich podwozia wykorzystano do budowy dział samobieżnych.